# The Miseducation of Lisa Simpson
«The Miseducation of Lisa Simpson» (укр. «Неправильна освіта Ліси Сімпсон») — дванадцята серія тридцять першого сезону мультсеріалу «Сімпсони», прем'єра якої відбулась 16 лютого 2020 року у США на телеканалі «Fox».

## Сюжет
На початку серії показано флешбек: у засніженому барі на вершині гори німецький поліцейський вимагає від морського капітана і його дружини передати другу половину карти скарбів, якою він володіє. Натомість подружжя використовують горілку і свічку, щоб спалити противників та все у барі. Врятувавшись з обома половинками карти, подружжя вирушає до Спрінґфілда на пошуки скарбів…
Через сорок років, зруйнувавши шлюб через пошуки, морський капітан нарешті знаходить скарб. Однак, мер Квімбі конфіскує його, кажучи, що його знайшлий у межах міста, які були перемальовані попередньої ночі після попередження розчарованої дружини капітана.
Містечко не знає, що робити з грошима. Мардж пропонує їм побудувати STEM школу, щоб навчати дітей науці, технології, інженерії та математиці, щоб досягти успіху в майбутньому. Спочатку мешканці зневажливо ставляться до цієї перспективи, але за допомогою Джона Ледженд та його дружини Кріссі Тайґен, вони погоджуються з цією ідеєю. Школу будують навпроти старої початкової школи, а Скіннер і Чалмерз йдуть на пенсію.
У новій STEM школі, якою керує генеральний директор Зейн Ферлонг, Барт здобуває освіту на базі відеоігор, в яких за правильні відповіді він може збирати значки та скіни для свого профілю. Лісу ж приймають до класу для обдарованих, який навчає її науці, кодуванню, математиці та нейронним мережам. Вона також дізнається, що школою керує алгоритм, щоб визначити найкращу освіту для дітей.
На зустрічі в школі, присвяченій дню кар'єри, Гомер розповідає про свою роботу інспектором з безпеки на атомній електростанції. Однак Ферлонг вважає професію як одну з таких, які скоро зникнуть, бо роботу виконуватимуть автоматизовані роботи. Ця «навала роботів» жахає Гомера.
Коли Барт радіє навчанню, Ліса починає підозріло ставитися до того, що роблять діти, які не з класу для обдарованих. Зрештою вона усвідомлює, що їх готують до повсякденної роботи з мінімальною зарплатою (підробітку).
Тим часом, прибігши на АЕС, Гомер бачить, що його побоювання, здається, підтверджуються, коли у приміщенні для перерв встановлюють новий автомат для напоїв, що ефективно змішує напої та ароматизатори. Гомер, прагнучи довести, що люди можуть змішувати напої краще, ніж машини, бере участь у протистоянні з автоматом, постійно змішуючи вручну напої годинами для інших співробітників.
Ліса намагається попередити інших дітей, але Барт переконує їх прийняти їх освіту та відсутність перспектив кар'єри. Розчарована цим, дівчинка намагається переписати алгоритм, щоб забезпечити іншим дітям справжню STEM-освіту, але Барт зупиняє її. Вони б'ються, допоки Ферлонг їх не зупиняє і не використовує алгоритм для визначення професій майбутньому. На жах трьох, алгоритм може знайти лише одну роботу — догляд за старими (при цьому STEM насправді розшифровується як «Стареньким туалет і енергійний масаж» (англ. «Sponge-bathing Toileting Elderly Massage»))…
Тим часом Гомер падає від виснаження і п'є занадто багато соди. Оговтавшись, він відчуває полегшення від того, що його роботу наразі не заберуть роботи (хоча містер Бернс поруч розпочинає пробний запуск автоматизованих верстатів).
Барт і Ліса попереджують дітей за допомогою системи відеопанелі. Нажахані учні масово негативно оцінюють алгоритм, в 0 «зірочок». Це змушує сервер вибухнути і зруйнувати школу. Коли Барт і Ліса роздумують над своїм нікчемним майбутнім, Гомер заспокоює засмучену Мардж, запевняючи її, що вона знайде інший спосіб забезпечити освітою місто.
У фінальній сцені Ферлонг, який зараз працює у доставці їжі, відвідує Сімпсонів, доставляючи Гомеру курку з овочами. Коли Барт і Ліса запитують його, якими насправді будуть професії майбутнього, він відповідає, що технології змінюються і можуть дати позитивні перспективи… Однак, показано, що в майбутньому, розумні автомати для напоїв захоплюють планету, змушуючи людей як дорослі Барт та Ліса, працювати барменами-рабами, а тим часом Карл літає по орбіті на розкішному крейсері…
У сцені під час титрів Чалмерс вирушає в круїз, щоб спробувати залицятися до вдів. На кораблі він розмовляє з жінкою, яка втратила чоловіка, сказавши, що хотів би зробити її ескіз.

## Виробництво
Серія могла називатися «Lisa vs. the 1099 Percent» (укр. «Ліса проти 1099 відсотків»), проте від цієї назви згодом відмовились.
У видаленій сцені Ліса сперечається із Зейном з приводу того, що діти виконують дрібні завдання, про що Зейн каже Лісі, що алгоритм каже, що це «професії майбутнього».
За словами виконавчого продюсера серії Метта Селмана, в оригінальному проєкті епізода Барт весь час був галюцинацією Ліси. Однак це виписали.

## Цікаві факти і культурні відсилання
- В Україні серія вийшла в етер 27 вересня 2020 року. Однак, її планували випустити напередодні, 26 вересня , одразу після епізоду «Hail to the Teeth». Однак, через несвоєчасне оголошення жалоби через авіакатастрофа Ан-26 під Чугуєвом 25 вересня, запланований вихід цієї серії було скасовано. У той же час епізод «Hail to the Teeth» був останньою розважальною програмою, що вийшла того дня на телеканалі «НЛО TV».

## Ставлення критиків і глядачів
Під час прем'єри серію переглянули 1,95 млн осіб з рейтингом 0.7, що зробило її найпопулярнішим шоу на каналі «Fox» тієї ночі.
Денніс Перкінс з «The A.V. Club» дав серії оцінку B-, сказавши про вступ серії наступне:
|  | У міру того, як «Сімпсони» старіють, він [серіал] час від часу висвітлює деяких своїх другорядних персонажів. Іноді це (з дуже неоднозначним успіхом) оновлює проблемні стереотипи до чогось, що нагадує культурну прийнятність. В інших випадках практика неприємно вимагає заповнення сезонного замовлення… |

Тоні Сокол з «Den of Geek» дав серії три з п'яти зірок, сказавши
|  | Серія доводить, що навіть найпрогресивніші ідеї можуть бути зіпсовані, навіть «Зал слави рок-н-ролу». Однак, як би це не було диверсійно, це не приносить задоволення. Як і багато інших епізодів, він надзвичайно важкий, і більшість гострих відчуттів приходять на початку епізоду, перш ніж поринути у хвилю майбутнього, де навіть найкращі ідеї засновуються під вагою корпоративної розгубленості та реклами. |

Згідно з голосуванням на сайті The NoHomers Club більшість фанатів оцінили серію на 4/5 із середньою оцінкою 2,81/5.